# Johann Baptist Häring
Johann Baptist Häring (* 16. August 1716 in Immendingen; † 18. Februar 1790 in Freiburg im Breisgau) war ein deutscher Baumeister der Barockzeit, der hauptsächlich im heute südbadischen Raum wirkte.
Er entstammte einer Vorarlberger Barockbaumeisterfamilie, sein Vater war der Baumeisters Jakob Häring (* 27. Oktober 1674 in Au (Vorarlberg); † vor 1751 in Immendingen), der vor allem als Kirchenbaumeister in Südbaden, aber auch für die Fürsten von Fürstenberg tätig war. Seit 1739 war er als zünftiger Bürger in Freiburg ansässig, wurde als Maurer und Steinhauer in die Bauzunft zum Mond aufgenommen und stieg 1755 zum Maurerstadtwerkmeister sowie 1766 zum Stadtbaumeister auf. Er war Zunftmeister der Bauzunft zum Mond und wurde 1785 Stadtrat. 1745 erbaute er sein eigenes Wohnhaus in der Herrenstraße 38 und betrieb eine eigene Ziegelhütte; später war er Besitzer mehrerer Häuser in der Herrenstraße und bei Oberlinden.
In Freiburg führte er zahlreiche Aufträge von Stadt, Universität und Privatleuten aus, so Profanbauten (Schwabentorbrücke, 1756; Breisacher Tor, 1757; Umbau des Petershofs, 1766; Wirtshaus zum Schiff, Entwürfe, 1775; Pulverturm, 1783; Umbau des Kornhauses zum Theater, 1785–89) und Wohnhäuser (Konviktstraße 29, 1748; Münsterplatz 28, 1753).
Daneben erbaute er vor allem schlichte barocke Dorfkirchen und andere kirchliche Bauten in Südbaden:
- 1747 Kirchturm Kloster St. Märgen
- 1753/55 Pfarrkirche St. Cyriak und Perpetua in Freiburg-Wiehre
- 1757 Renovierung des Pfarrhauses von St. Columba in Pfaffenweiler
- 1759/77 Pfarrkirche St. Blasius in Wyhl am Kaiserstuhl
- 1759 Pfarrhaus in Endingen am Kaiserstuhl
- 1760/61 Prälatur des Klosters St. Märgen
- 1763 Sanierung des barocken Vorgängerbaus der Pfarrkirche Mariae Himmelfahrt in Wasenweiler
- 1763 Pfarrkirche (Altarhaus) und Pfarrhof in Jechtingen
- 1767 Kirchturm für St. Martin in Hochdorf
- 1767/68 Pfarrkirche St. Thomas in Betzenhausen
- 1772 Pfarrkirche St. Gallus in Hugstetten (seit 1966 evangelische Martin-Luther-Kirche)
- 1773/75 Pfarrkirche St. Peter in Endingen am Kaiserstuhl
- 1777 Pfarrhaus in Hugstetten